# Scytodes darlingtoni
Espèce
Scytodes darlingtoni est une espèce d'araignées aranéomorphes de la famille des Scytodidae.

## Distribution
Cette espèce est endémique de Cuba.

## Publication originale
- Alayón, 1977 : Nuevas especies de Scytodes Latreille, 1804 (Araneae: Scytodidae) de Cuba. Poeyana, vol. 177, p. 1-20.